# Lézinnes
Lézinnes – miejscowość i gmina we Francji, w regionie Burgundia-Franche-Comté, w departamencie Yonne.
Według danych na rok 1990 gminę zamieszkiwało 746 osób, a gęstość zaludnienia wynosiła 47 osób/km² (wśród 2044 gmin Burgundii Lézinnes plasuje się na 314. miejscu pod względem liczby ludności, natomiast pod względem powierzchni na miejscu 602.).